# Dendrohyrax arboreus
Dendrohyrax arboreus је сисар из реда Hyracoidea.

## Угроженост
Ова врста је наведена као последња брига, јер има широко распрострањење и честа је врста.

## Распрострањење
Ареал врсте Dendrohyrax arboreus обухвата већи број држава. 
Врста је присутна у Зимбабвеу, Јужноафричкој Републици, Мозамбику, Анголи, ДР Конгу, Кенији, Боцвани, Замбији, Танзанији, Малавију, Руанди и Уганди.

## Станиште
Станишта врсте су шуме и речни екосистеми.